# William Douglas, 6. Earl of Morton

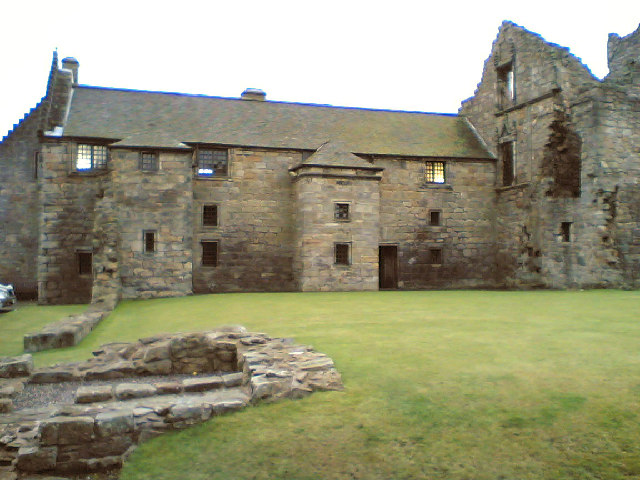
Aberdour Castle, von Sir William zum Stammsitz der Earls of Morton erhoben

Wappen des Earl of Morton

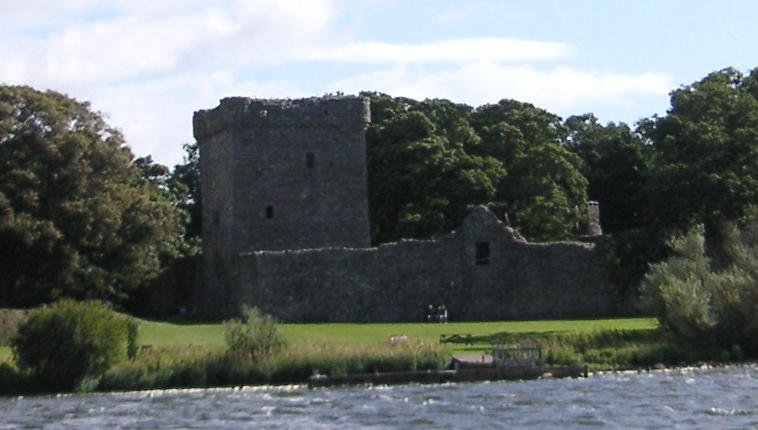
Loch Leven Castle, vorheriger Stammsitz

William Douglas, 6. Earl of Morton (* um 1540; † 27. September 1606), auch William of Lochleven, war ein schottischer Peer aus dem Haus Douglas.

## Genealogie
William Douglas war der Sohn von Sir Robert Douglas of Lochleven (* 1515; † 1547, Schlacht bei Pinkie Cleugh) und Margaret Erskine, einer Mätresse von Jakob V. Über seine Mutter war er der Halbbruder des schottischen Regenten James Stewart, 1. Earl of Moray, der seinerseits ein Halbbruder von Maria Stuart war, die als schottische Königin 1567/68 auf Williams Stammsitz Loch Leven Castle gefangengesetzt war. Des Weiteren war er ein Vetter des schottischen Regenten James Douglas, 4. Earl of Morton (* 1525; † 1581). Gemäß dessen Verfügung folgte William of Lochleven 1588 Archibald Douglas, dem Neffen und Ziehsohn James Douglas’, in der Earlswürde.
William Douglas gilt als einer der Vorfahren sowohl von Diana Frances Spencer als auch Camilla Rosemary Shand, den Ehefrauen des britischen Thronfolgers Charles, Prince of Wales.

## Familie
Bereits als Jugendlicher heiratete Sir William im Jahre 1554 Agnes Leslie (* 1541/42; † um 1606), die Tochter von George Leslie, 4. Earl of Rothes († 1558). Aus dieser Ehe entstammten elf Kinder, darunter sieben Töchter, die wegen ihrer Schönheit „the seven pearls of Lochleven“ (die sieben Perlen von Lochleven) genannt wurden. Da der älteste Sohn Robert, Master of Morton 1585 auf einer Seereise umkam, folgte dessen Sohn William Douglas, 7. Earl of Morton (* 1582; † 1648) seinem Großvater in der Earlswürde nach.
In den 1590er Jahren gab Sir William Loch Leven Castle als Stamm- und Wohnsitz zugunsten Aberdour Castle auf, das am Firth of Forth direkt gegenüber der schottischen Hauptstadt Edinburgh günstig gelegen und ihm 1588 mit dem Earlstitel zugefallen war. Bereits zuvor führte er den 1546 von seiner Mutter begonnenen Bau des Newhouse of Lochleven am gegenüberliegenden Festlandufer fort, welches die Burg als Zentrum des Lochleven-Anwesens allmählich ablöste. Das Newhouse war der Vorgängerbau des heute auf dem Areal stehenden Kinross House.

## Im Zeitgeschehen
Im Jahr 1566 war William Douglas wahrscheinlich an der Adelsverschwörung zur Ermordung des Günstlings der Königin David Rizzio beteiligt, unter der Federführung von Williams Vetter, dem 4. Earl of Morton und späteren Regenten James Douglas. Noch am Tage der Ermordung Rizzios wurde formell Anklage gegen Sir William erhoben, die aber schadlos blieb; sein flüchtiger Vetter James wurde noch im selben Jahr von Maria begnadigt.
Tiefer in das Blickfeld der europäischen Geschichte gelangte der junge und noch nicht zum Earl of Morton avancierte William of Lochleven als im Juni 1567 die Königin auf Loch Leven Castle gefangen gesetzt wurde und damit unter seiner Obhut stand. Der Earl of Moray, beider Halbbruder, übernahm, nachdem seine Schwester auf der Burg seines Bruders am 24. Juli 1567 ihre Abdankung unterzeichnet hatte, für ihren gut einjährigen Sohn Jakob die Regentschaft. Im darauffolgenden Frühjahr gelang Maria mit Hilfe von Sir Williams Bruder Robert, späterer 4. Earl of Buchan und Willie Douglas, einem jungen verwaisten Anverwandten, die Flucht von der Inselburg nach England. In der wenige Tage später von Anhängern Marias gegen Morays Truppen geführten Schlacht von Langside (Battle of Langside) übernahm William ein Kommando, mit dem er durch große Geistesgegenwart und militärisches Geschick wesentlich zu Morays Sieg beitrug.
Nachdem James Douglas 1578 zunächst entmachtet und 1580 wegen seiner Beteiligung an der Ermordung von Marias Gatten Lord Darnley im Jahre 1567 angeklagt wurde, geriet der Douglas-Clan in Ungnade und seine führenden Mitglieder, darunter Sir William, wurden zunächst nach England verbannt und von einer Teilnahme am Prozess gegen ihren „Vetter“ in Edinburgh weitgehend ausgeschlossen. Nachdem der Earl 1581 zum Tode verurteilt und hingerichtet worden war und 1582 eine Verschwörung unter Sir Williams Beteiligung scheiterte (The Raid of Ruthven), wurde dieser nun von der britischen Insel verbannt; die Jahre des Exils auf dem Kontinent (1582–1586) verbrachte er im französischen La Rochelle. Zwei Jahre später wurde auch sein Erstgeborener Robert Douglas, Master of Morton exiliert, der 1585 auf See unter unklaren Umständen umkam. Im Folgejahr wurden die Douglas’ rehabilitiert, der kurzzeitig auf Lord Maxwell übertragene Titel des Earl of Morton ging gemäß den Verfügungen des hingerichteten Sir James zunächst an den Earl of Angus und mit dessen Tod 1588 an William of Lochleven.
Nach Schottland zurückgekehrt wurde er 1587 zu einem der Bevollmächtigten zur Durchführung der Jesuitenerlasse. Nachdem der König 1589 geheiratet hatte, gelangte Morton als führender Vertreter der presbyterianischen Gruppierung zu erheblichem Einfluss am Hofe. 1594 wurde er zum königlichen Vertreter für den Süden des Landes bestellt (king's lieutenant in the south). Am 27. September 1606 verstarb er. Titel und Ländereien gingen an seinen Enkel William, Master of Morton.